# Abd-ar-Raqib (nom)
Abd-ar-Raqib és un nom masculí teòfor àrab islàmic (àrab: عبد الرقيب, ʿAbd a-Raqīb) que literalment significa ‘Servidor del Vigilant’, essent «el Vigilant» un dels epítets de Déu. Si bé Abd-ar-Raqib és la transcripció normativa en català del nom en àrab clàssic, també se'l pot trobar transcrit Abdul Raqib, ‘Abdul Raqieb... normalment per influència de la pronunciació dialectal o seguint altres criteris de transliteració. Com a teòfor, també el duen molts musulmans no arabòfons que l'han adaptat a les característiques fòniques i gràfiques de la seva llengua.